# Chrysler
Chrysler ist eine US-amerikanische Marke des Automobilkonzerns Stellantis, der aus der Fusion von PSA und FCA entstand. Sie wurde von FCA in den fusionierten Konzern eingebracht, als Chrysler Group LLC war sie bis Oktober 2014 ein eigenständiges Unternehmen.

## Geschichte

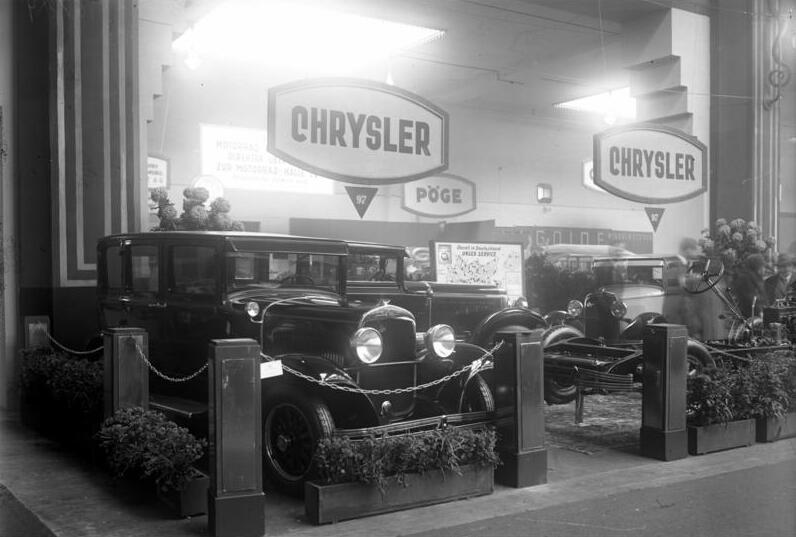
Chrysler auf der IAA, 1928

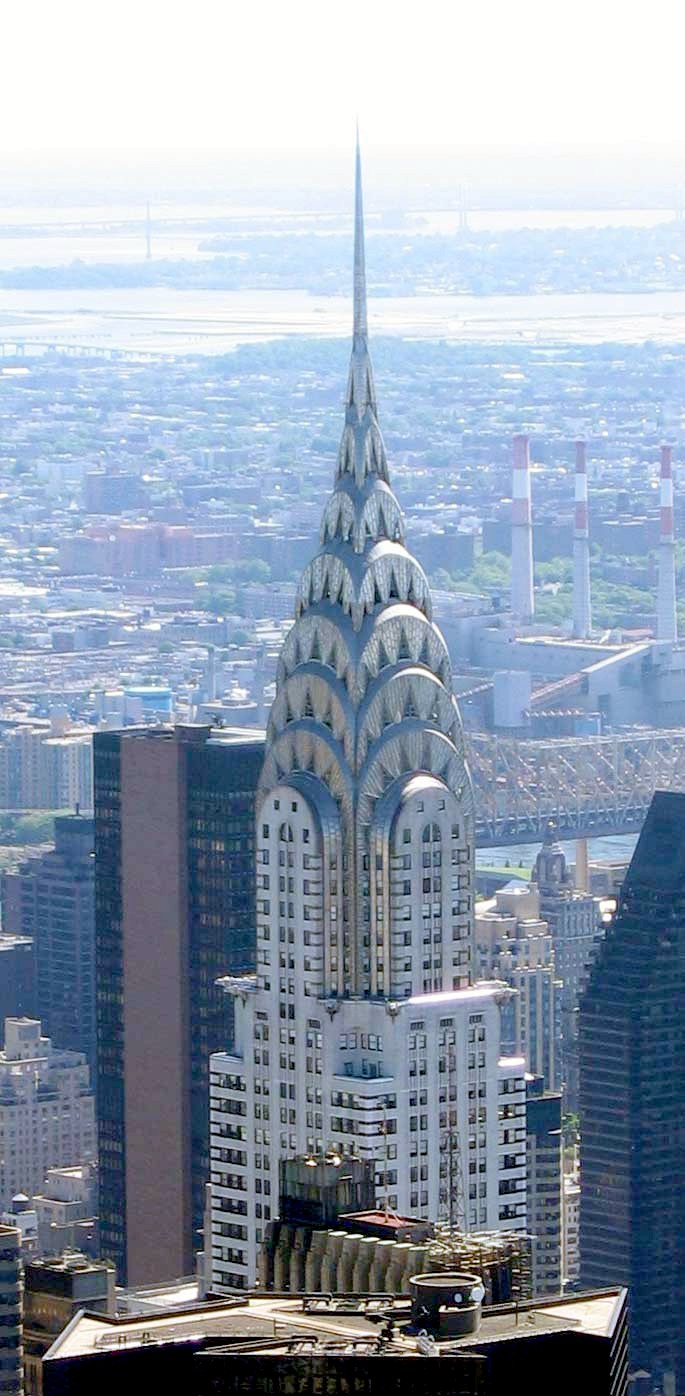
Spitze des Chrysler Building, New York. Ursprünglich für die Chrysler Corporation gebaut, gehörte das Gebäude jedoch lange Zeit der GVP-AG. Danach war es im Besitz der Signa Holding und RFR Group

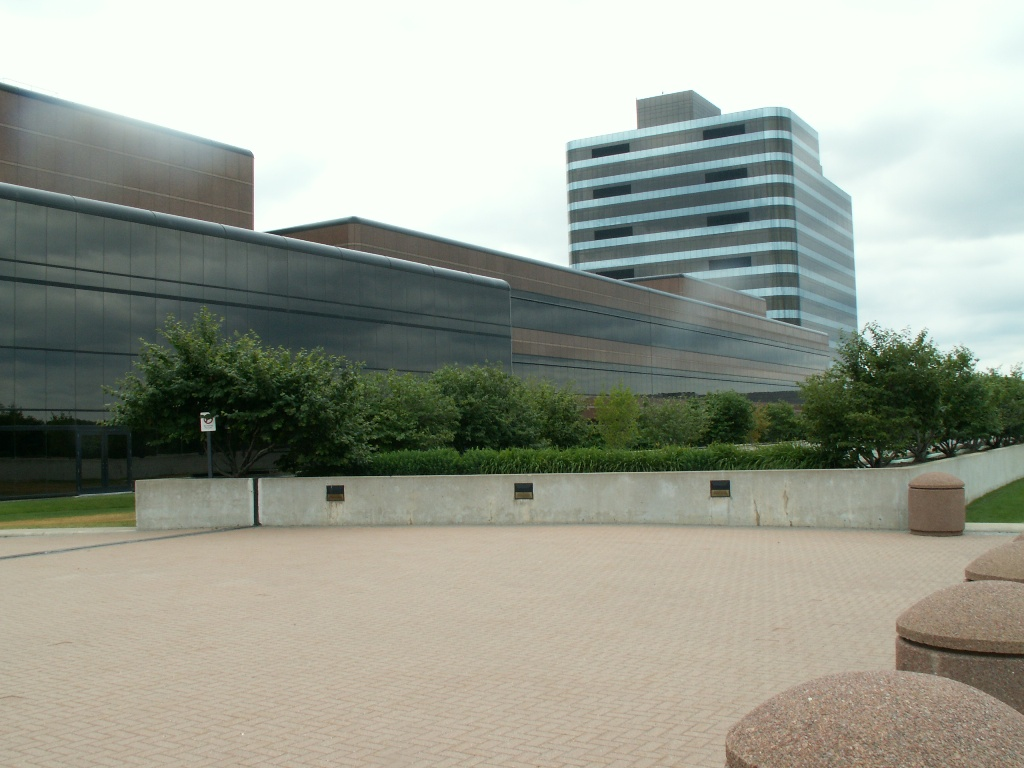
Chrysler-Zentrale in Auburn Hills

Das Markenlogo „Pentastar“ war von 1962 bis 1998 auch auf den Fahrzeugen

Nachdem Walter P. Chrysler 1919 als Vizechef von General Motors zurückgetreten war, nahm er ein Angebot von Willys-Overland an und wurde geschäftsführender Vizepräsident des Unternehmens. Unter seiner Führung kehrte das zuvor stark defizitäre Unternehmen in die Gewinnzone zurück. 1921 wechselte Walter P. Chrysler zur traditionsreichen Maxwell Motor Company, die nach der Fusion mit Chalmers in wirtschaftlichen Schwierigkeiten war. 1923 wurde die Fertigung der Chalmers-Modelle eingestellt. 1924 wurde der erste Chrysler Six vorgestellt.
1925 wurde die Chrysler Motor Corporation gegründet und übernahm Maxwell. 1928 übernahm das neue Unternehmen die Dodge Brothers Inc (ein Unternehmen, das mehr als viermal so groß wie Chrysler selbst war) und wurde damit zum drittgrößten Automobilbauer der USA. Marken des Konzerns waren bereits zu diesem Zeitpunkt: Chrysler, Dodge, Imperial, DeSoto und Plymouth.
Gegen Ende der 1950er-Jahre begann Chrysler, seinen Einflussbereich auf Europa auszuweiten. Ab 1957 erwarb das Unternehmen die Anteile von Ford an der französischen Firma Simca, 1963 besaß Chrysler 63 Prozent an Simca. Zwischen 1964 und 1967 übernahm Chrysler sukzessive die Mehrheit an der niedergehenden britischen Rootes-Gruppe, zu der die Automarken Hillman, Sunbeam, Singer und Humber sowie die Lkw-Marken Karrier und Commer gehörten. 1967 erwarb Chrysler die Mehrheit am spanischen Lkw-Hersteller Barreiros Diesel SA. 1978 musste Chrysler die europäischen Aktivitäten aufgrund wirtschaftlicher Schwierigkeiten an Peugeot verkaufen.
1979 stand das Unternehmen vor dem Konkurs. Am 7. September beantragte es 1,5 Milliarden US-Dollar in Bürgschaften von der US-Bundesregierung, um den Konkursfall abwenden zu können. Gleichzeitig wurde Lee Iacocca, der vorher dem Vorstand von Ford angehört hatte, als CEO von Chrysler eingesetzt. Er erwies sich als fähiger Chef, sanierte das Unternehmen, führte ein erfolgreiches Baukastensystem (die K-Cars) ein und erschien persönlich in Fernsehwerbespots, bei denen er den Zuschauern riet: „Wenn Sie ein besseres Auto finden, kaufen Sie es!“ Er wurde zu einer Symbolfigur für Japan-bashing und den Stolz auf US-amerikanische Produkte. Sein Buch Talking Straight war eine Replik auf das Buch Made in Japan von Akio Morita.
Widerstrebend verabschiedete der US-Kongress am 20. Dezember 1979 ein Gesetz „Chrysler Corporation Loan Guarantee Act of 1979“ (Public Law 96-185), das am 7. Januar 1980 von US-Präsident Jimmy Carter unterschrieben wurde, das eine staatliche Bürgschaft vorsah, so dass Chrysler 1,5 Milliarden Dollar an Krediten aufnehmen konnte. Mitarbeiter und Vertragshändler von Chrysler hatten zuvor in jedem einzelnen Kongressbezirk Lobbyarbeit geleistet, weil sie Angst um den Verlust ihrer Existenz hatten.
Mit der Plattformstrategie der Chrysler K-Cars kam Anfang der 1980er Jahre der Erfolg zurück. Ab 1982 machte Chrysler wieder Gewinn. 1984 begründete der Chrysler Voyager zeitgleich mit dem Renault Espace das Marktsegment der Minivans. 1987 erwarb Chrysler die American Motors Corporation, zu der auch Jeep gehörte. Zum Jahresende 1992 schied Iacocca aus und Robert Eaton wurde sein Nachfolger.

### Fusion mit Daimler-Benz
Im November 1995 wurde bekannt, dass sich Daimler-Benz intensiv um eine Kooperation mit Chrysler bemühte. Chrysler hatte damals über 7 Milliarden US-Dollar Rücklagen erwirtschaftet. Am 18. September 1998 beschlossen die Aktionäre beider Unternehmen den Zusammenschluss zur DaimlerChrysler AG. Die Aktionäre der 121.000 Mitarbeiter zählenden Chrysler Inc. wurden zu 42 % an ihr beteiligt.
Im ersten vollen Geschäftsjahr trug Chrysler mit über 5 Milliarden US-Dollar rund die Hälfte zum Konzerngewinn bei. Zu Beginn des folgenden Jahres verließ Eaton vorzeitig als letzter Amerikaner den Vorstand des Konzerns, der als Merger of Equals („Zusammenschluss unter Gleichen“) propagiert worden war. Im Herbst sagte Konzernchef Jürgen Schrempp, diese Formulierung sei nur vorgeschoben gewesen, was zu einer Klage führte. Der Gewinn bei Chrysler war mittlerweile eingebrochen, und Dieter Zetsche löste James Holden als Chef ab. Die Jahre 2000, 2001 und 2003 schloss Chrysler mit Verlust ab, die Jahre 2002, 2004 und 2005 mit Gewinn. Als das Geschäftsjahr 2006 erneut mit Verlust abgeschlossen wurde, stellte Zetsche, der inzwischen Konzernchef war, Chrysler am 14. Februar 2007 zur Disposition.
Am 14. Mai 2007 wurde der Teilverkauf von Chrysler an den Finanzinvestor Cerberus Capital Management bekannt gegeben. Am 3. August 2007 wurde er abgeschlossen. Aus der DaimlerChrysler AG entstanden die Chrysler LLC und die Daimler AG. Robert Nardelli wurde zum Geschäftsführer von Chrysler ernannt. Die Daimler AG hielt bis April 2009 noch eine 19,9-prozentige Minderheitsbeteiligung an Chrysler.

### Insolvenz und anschließender Einstieg von Fiat
Infolge der Finanzkrise ab 2007 brach der Umsatz von Chrysler im Jahr 2008 um 30 % gegenüber dem Vorjahr ein, so stark wie bei keinem anderen Automobilhersteller in den Vereinigten Staaten. Am 18. November 2008 erbat Chrysler staatliche Gelder, um nicht zahlungsunfähig zu werden. Der Haupteigentümer Cerberus verlangte von Daimler nachträglich ein Entgelt für die Übernahme von Chrysler. Am 19. Dezember 2008 gewährte der scheidende US-Präsident Bush 4 Milliarden US-Dollar mit der Auflage, bis Ende März 2009 einen Sanierungsplan aufzustellen.
Im Januar 2009 unterzeichneten Chrysler und Fiat eine Absichtserklärung, eine Allianz eingehen zu wollen. Chrysler beanspruchte weitere Kredite, doch die neue US-Regierung machte sie von einer Umschuldung und einer Lohnsenkung auf das Niveau anderer Automobilhersteller abhängig. Die United Auto Workers stimmten dem zu, und Daimler schied unter dem Verzicht auf Darlehensrückzahlungen schließlich am 27. April aus der Eigentümergemeinschaft aus.
Die Verhandlungen mit Banken und Hedgefonds, denen Chrysler insgesamt rund 6,9 Milliarden US-Dollar schuldete, scheiterten am 29. April aber endgültig.
Am 30. April 2009 kündigte US-Präsident Obama an, dass Chrysler nach Chapter 11 Schutz vor seinen Gläubigern suchen werde, was unmittelbar danach geschah.
Chrysler stellte augenblicklich in allen 23 Werken die Produktion ein. Der Pensionsfonds der Belegschaft sollte gegen den Verzicht auf 57 % seiner Ansprüche neuer Mehrheitseigentümer werden und Fiat gegen Technologietransfer 20 % erhalten. 20 Gläubiger zogen dagegen vor Gericht. Erst nach einer Entscheidung des obersten Gerichtshofs konnte am 10. Juni 2009 der Vertrag unterzeichnet werden, der aus der Chrysler LLC die Chrysler Group LLC machte, Fiat den Anteil von 20 % an ihr verschaffte und den Chef von Fiat auch zu dem von Chrysler machte. Am 29. Juni lief die Produktion wieder an.
Der Chairman und CEO Sergio Marchionne stellte am 4. November 2009 seine Pläne für die nächsten fünf Jahre vor, Chrysler nur noch sieben statt elf Plattformen herstellen zu lassen. Die Kompaktklasse solle mit dem Fiat 500 und einer weiteren Plattform von Fiat erschlossen werden.
Im Herbst 2010 beschloss Fiat, die Marken Chrysler und Lancia zusammenzulegen. Die beiden Marken arbeiteten daraufhin nunmehr zusammen und entwickelten ein gemeinsames Portfolio. Der Vertrieb der gemeinsamen Fahrzeug-Palette wurde geografisch aufgeteilt: Chrysler übernahm den Vertrieb in den englischsprachigen Ländern (inkl. Großbritannien und Irland) sowie außerdem in Russland, der Vertrieb in den übrigen Ländern (vornehmlich Europa) wurde von Lancia übernommen. Im Juni 2011 wurde der Vertrieb der Marke Lancia aus dem gemeinsamen Vertrieb mit Fiat herausgelöst, ein Teil der Händler wurde übernommen und mit den bisherigen Chrysler-Händlern zusammengelegt. Ein Teil der neuen Modellpalette in Europa stammte aus den USA, diese Modelle wurden aber unter dem Markennamen Lancia vertrieben. Seit 2017 werden in Deutschland offiziell überhaupt keine Lancia-Modelle mehr angeboten (weder italienischer noch US-amerikanischer Herkunft) und in den USA keine Chrysler, die auf Lancia-Modellen basieren.
Im Februar 2012 verkaufte die Chrysler-Gruppe in ihrem Heimatmarkt USA 133.521 Fahrzeuge (40 % mehr als im Februar 2011). US-Verkaufschef Reid Bigland begründete diesen Anstieg mit der Einführung Kraftstoff sparender Fahrzeugmodelle. Im Gesamtjahr verkaufte die Chryslergruppe weltweit 2,371 Mio. Fahrzeuge.
Im Januar 2014 gab der Fiat-Konzern bekannt, dass er die übrigen Anteile der Chrysler Group LLC von VEBA Trust aufgekauft habe, die Chrysler Group LLC und all ihre Marken waren seitdem zu 100 Prozent in seinem Besitz.

## Marken der FCA US LLC

### Aktuelle Fahrzeugmarken
- Chrysler
- Dodge
- Jeep
- Ram Trucks

### Nicht genutzte Marken der Chrysler LLC
Die Chrysler LLC war im Besitz weiterer Marken, die nicht mehr produziert und vertrieben werden, unter anderem:
- DeSoto (bis 1961)
- Fargo (bis 1972)
- Imperial (bis 1983)
- AMC (bis 1987)
- Eagle (bis 1998)
- Plymouth (bis 2001)
- Trazo (2008 und 2009)

## Modelle der Marke Chrysler

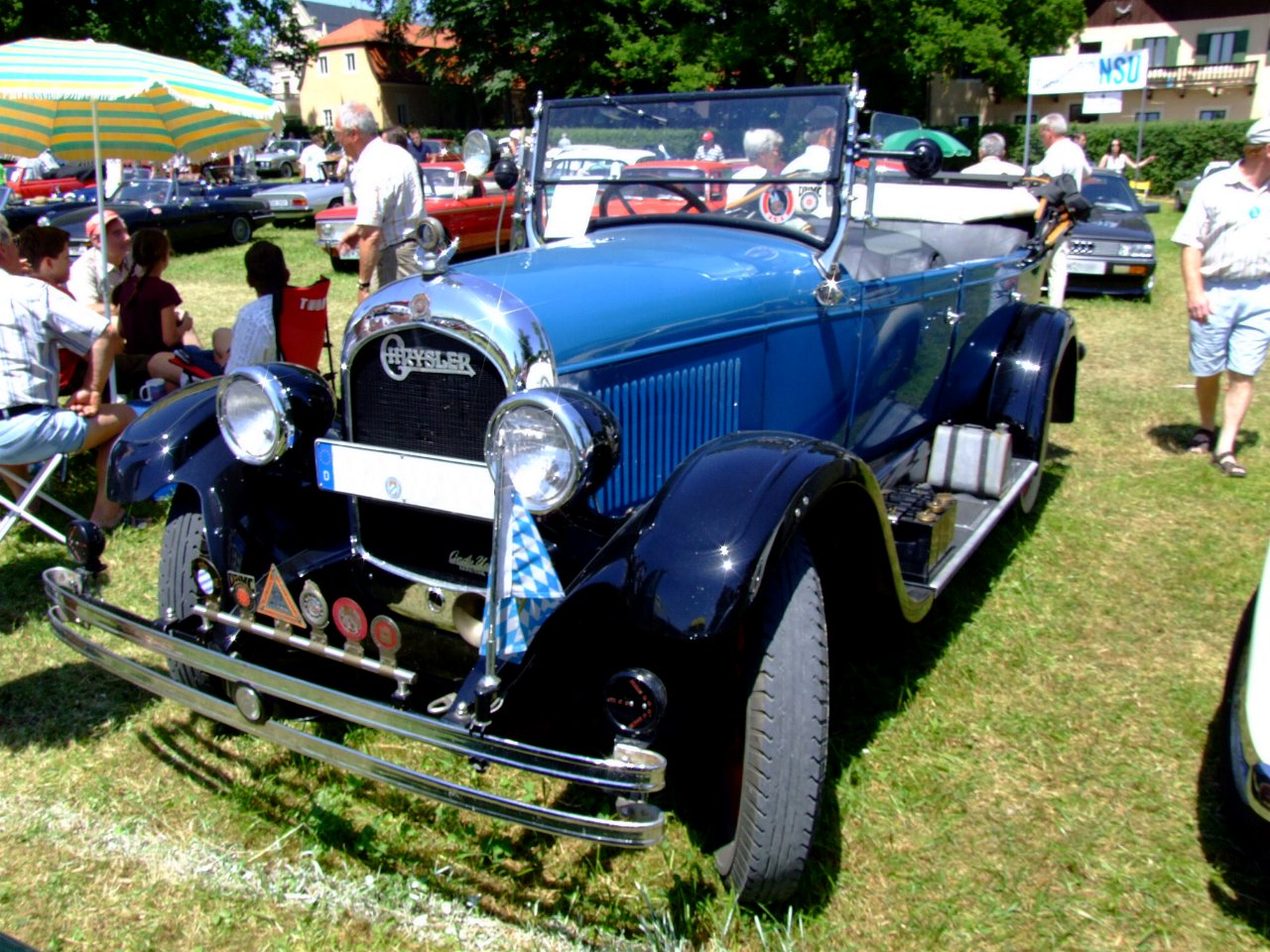
Chrysler 52 (1927)

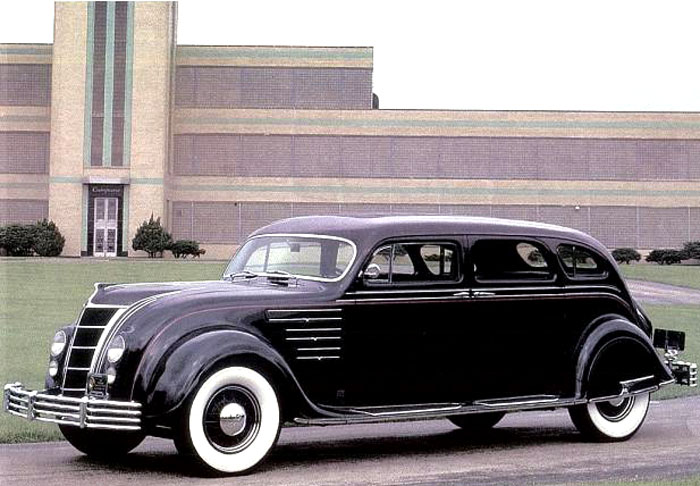
Chrysler Imperial Airflow Serie CX (1934)

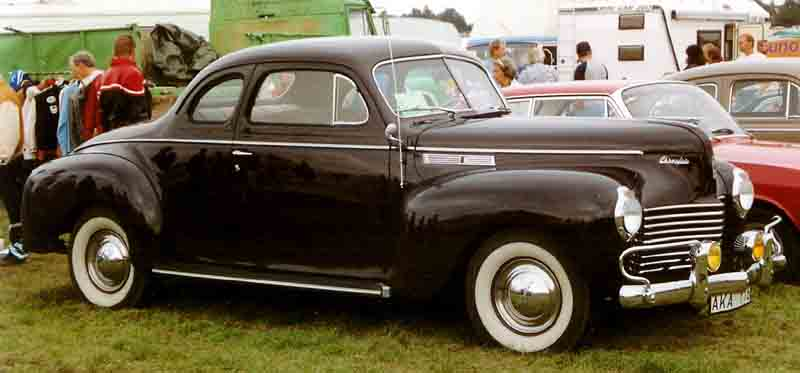
Chrysler Windsor Coupé (1940)

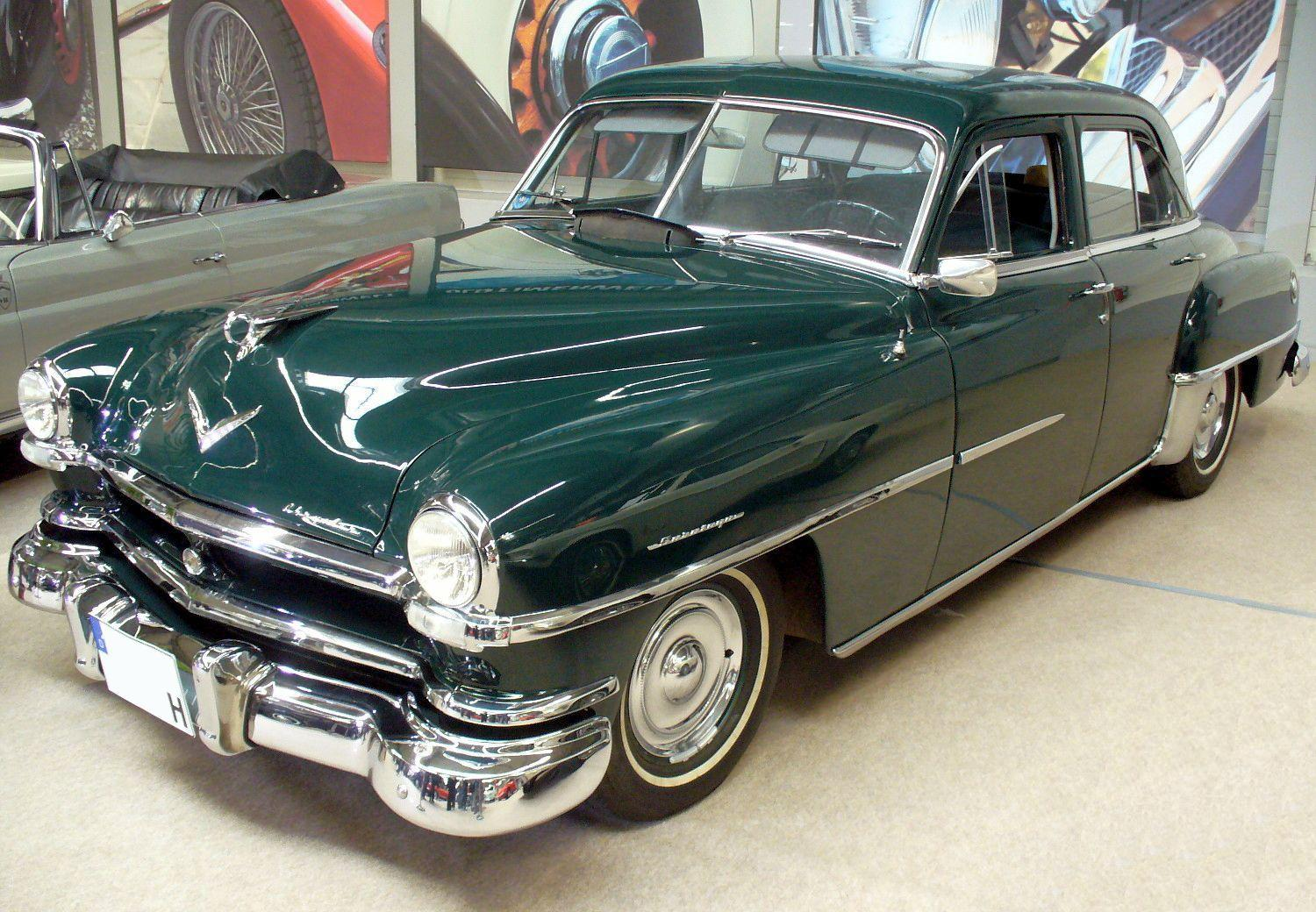
Chrysler New Yorker (1954)

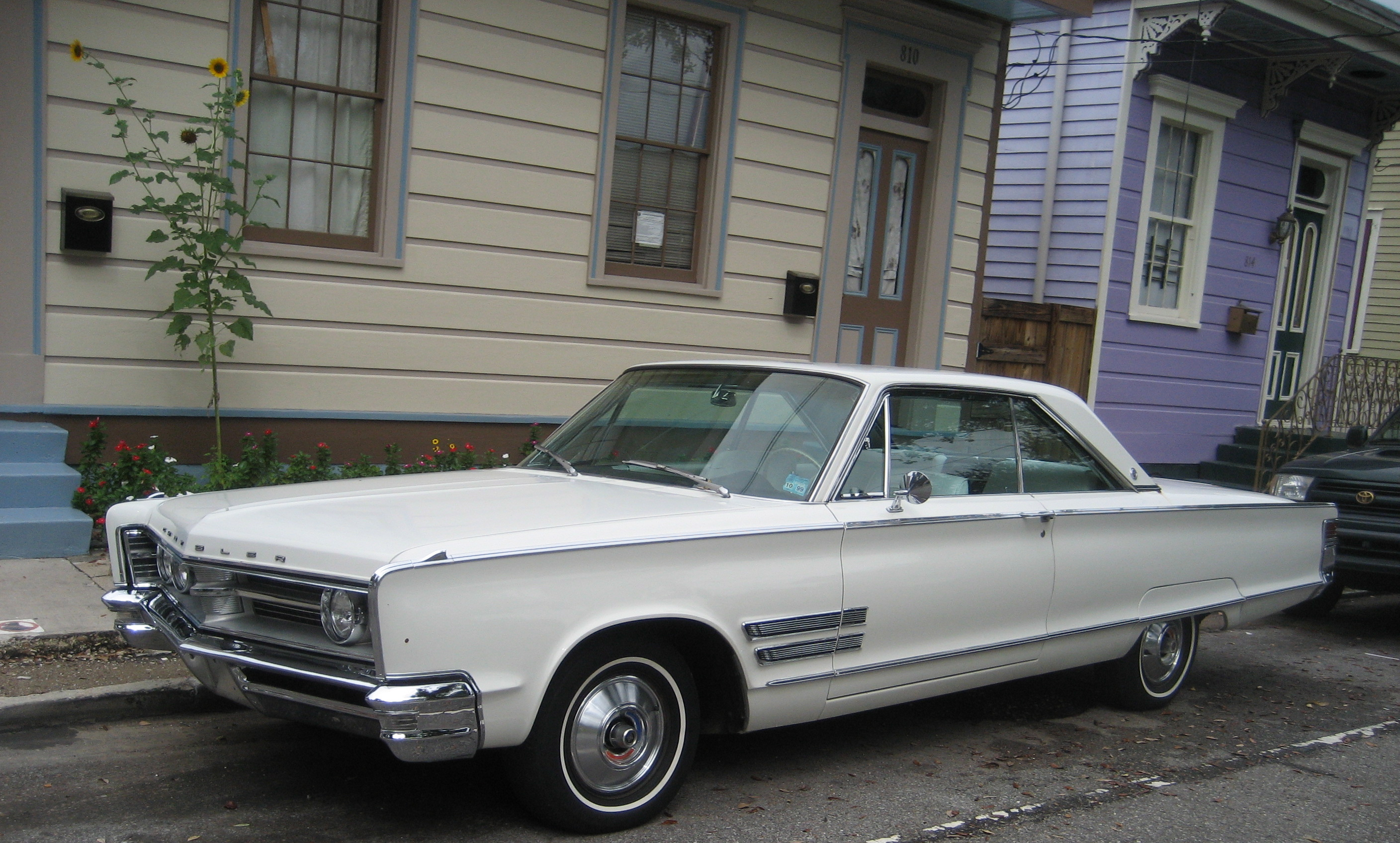
Chrysler 300 GC-S (1966)

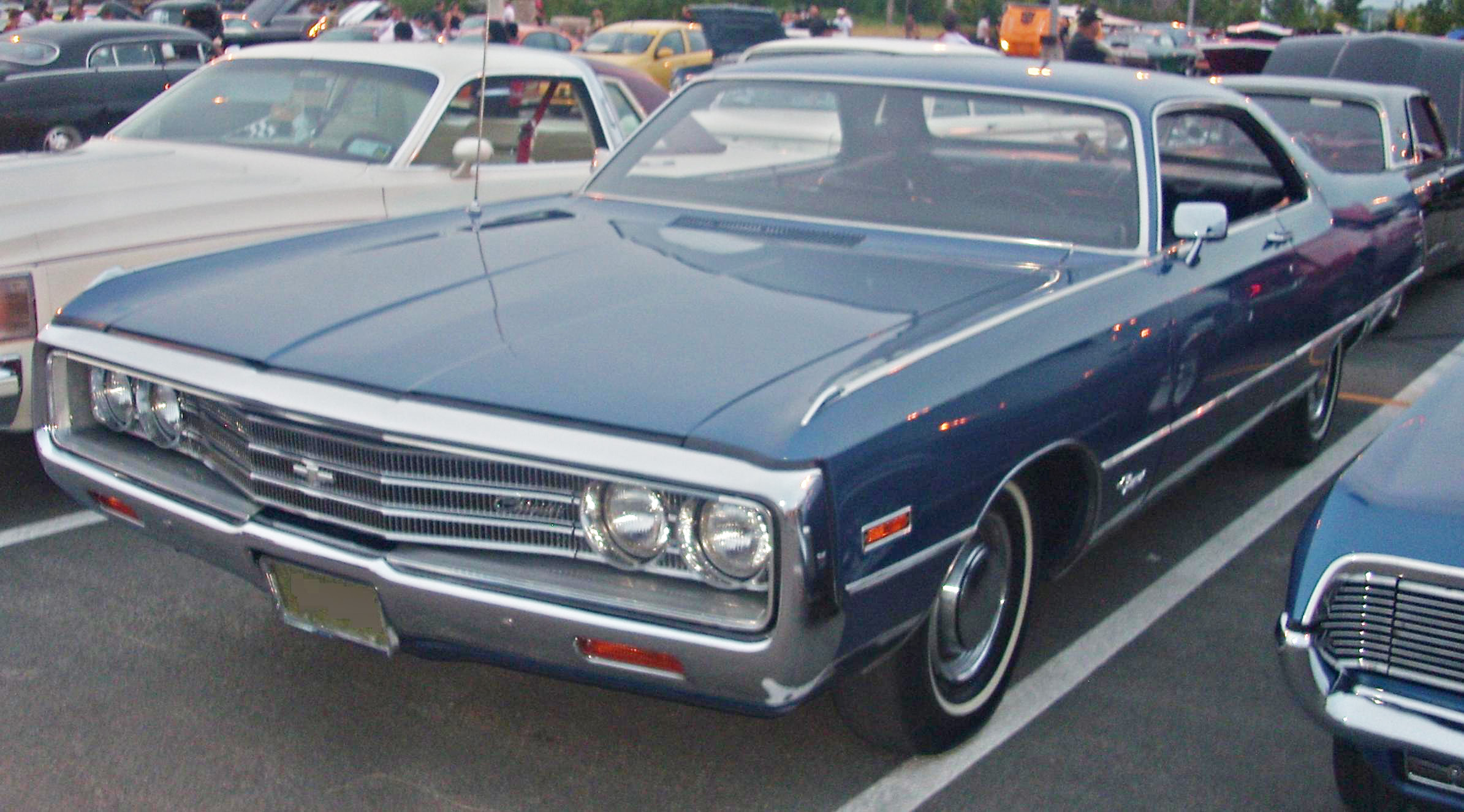
Chrysler Newport Coupé (1971)

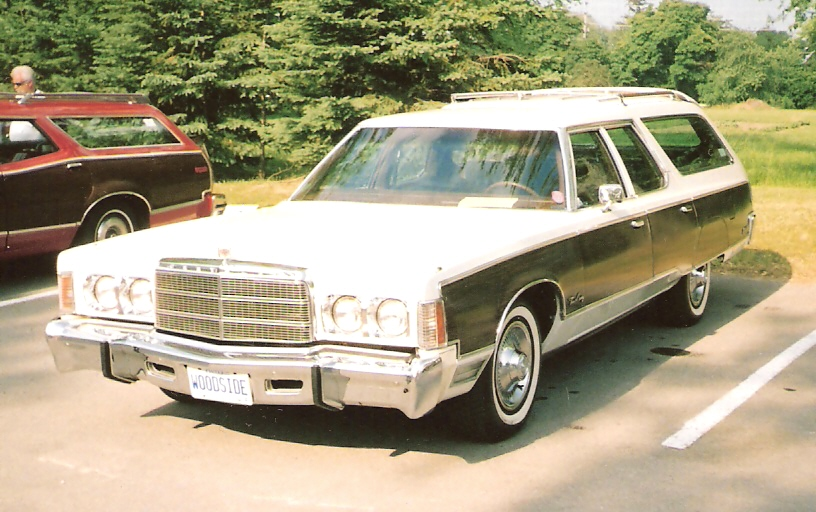
Chrysler Town&Country Wagon (1977)

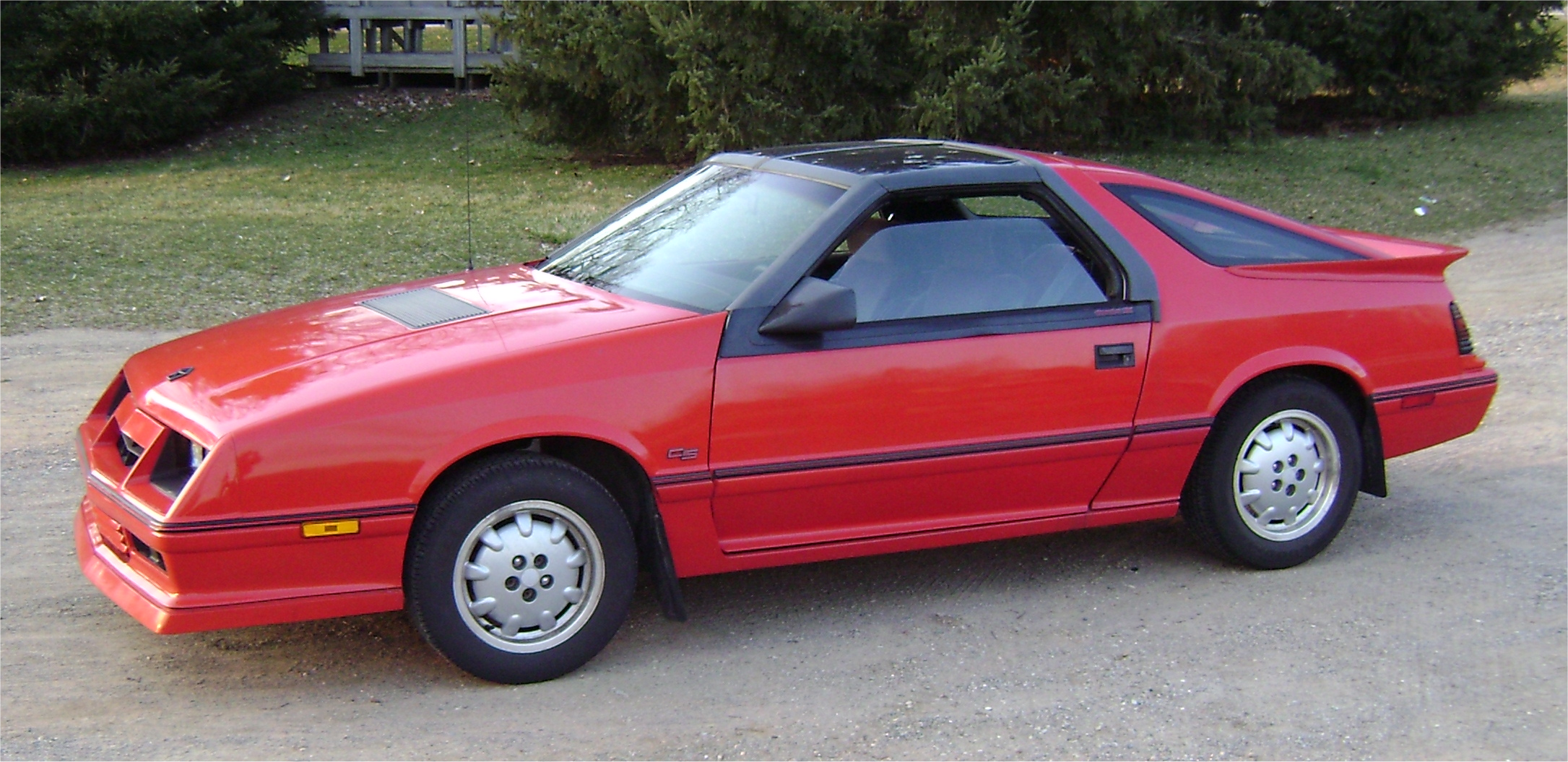
Chrysler Daytona (1984)

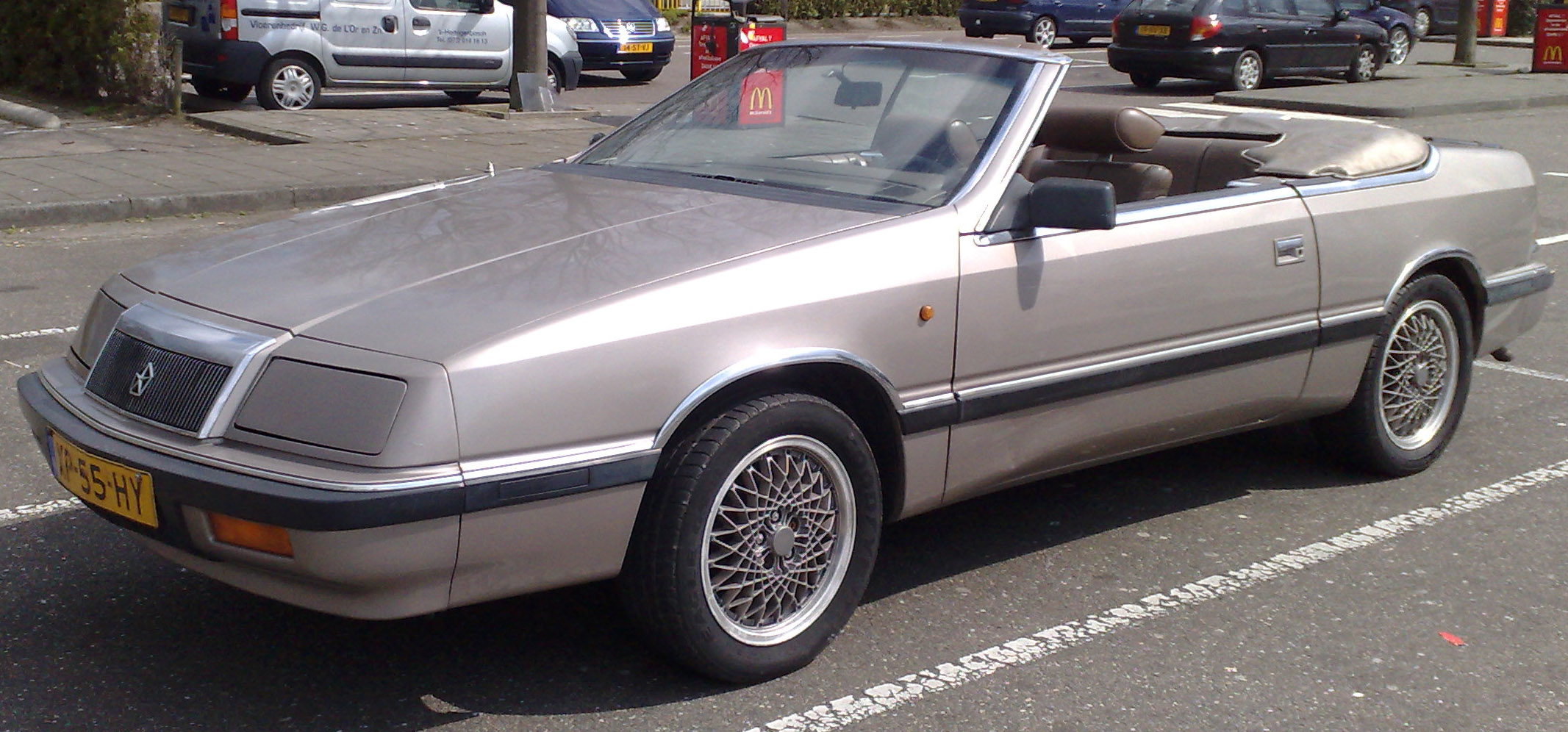
Chrysler LeBaron Convertible (1989)

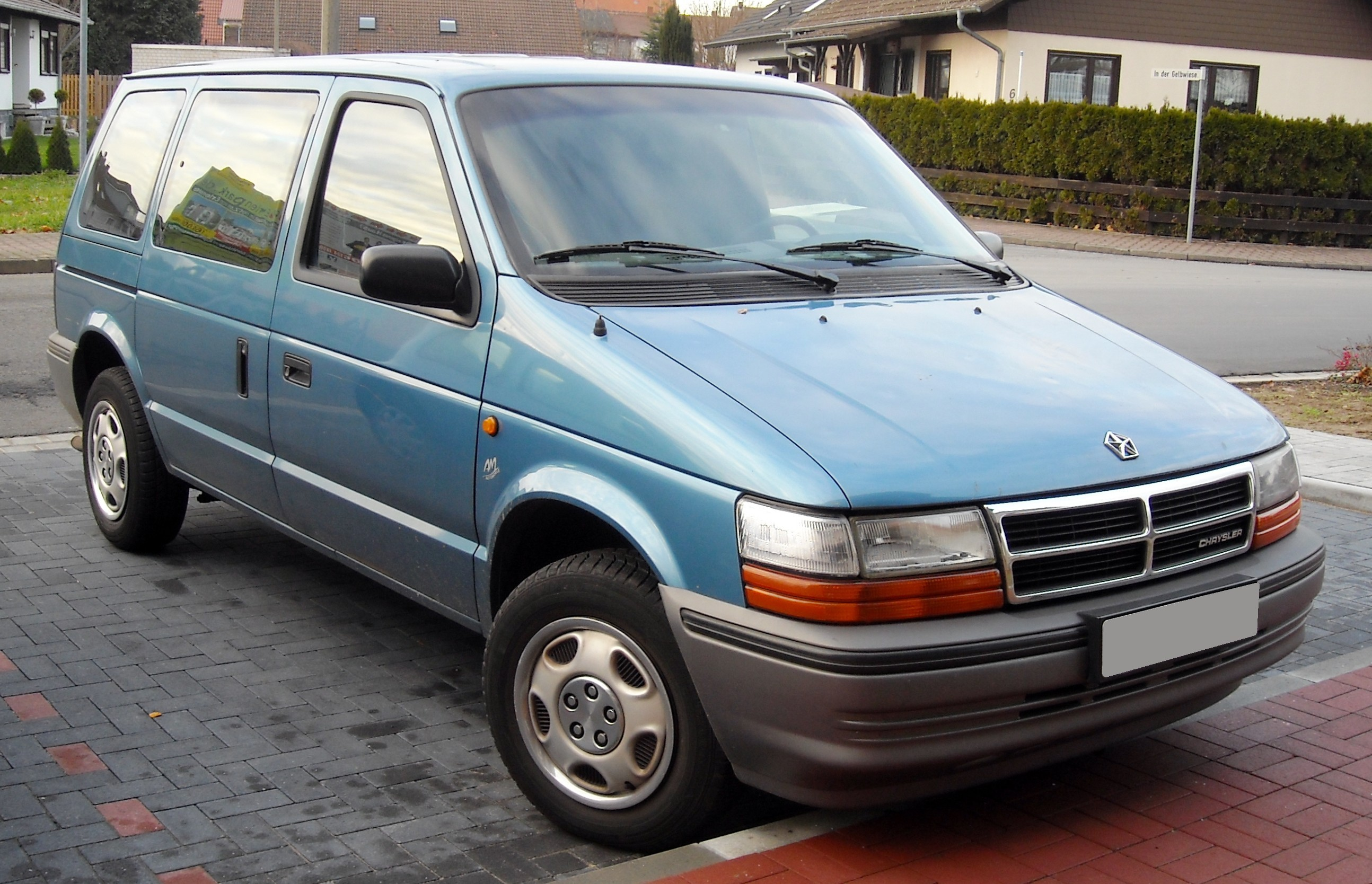
Chrysler Voyager (1992)

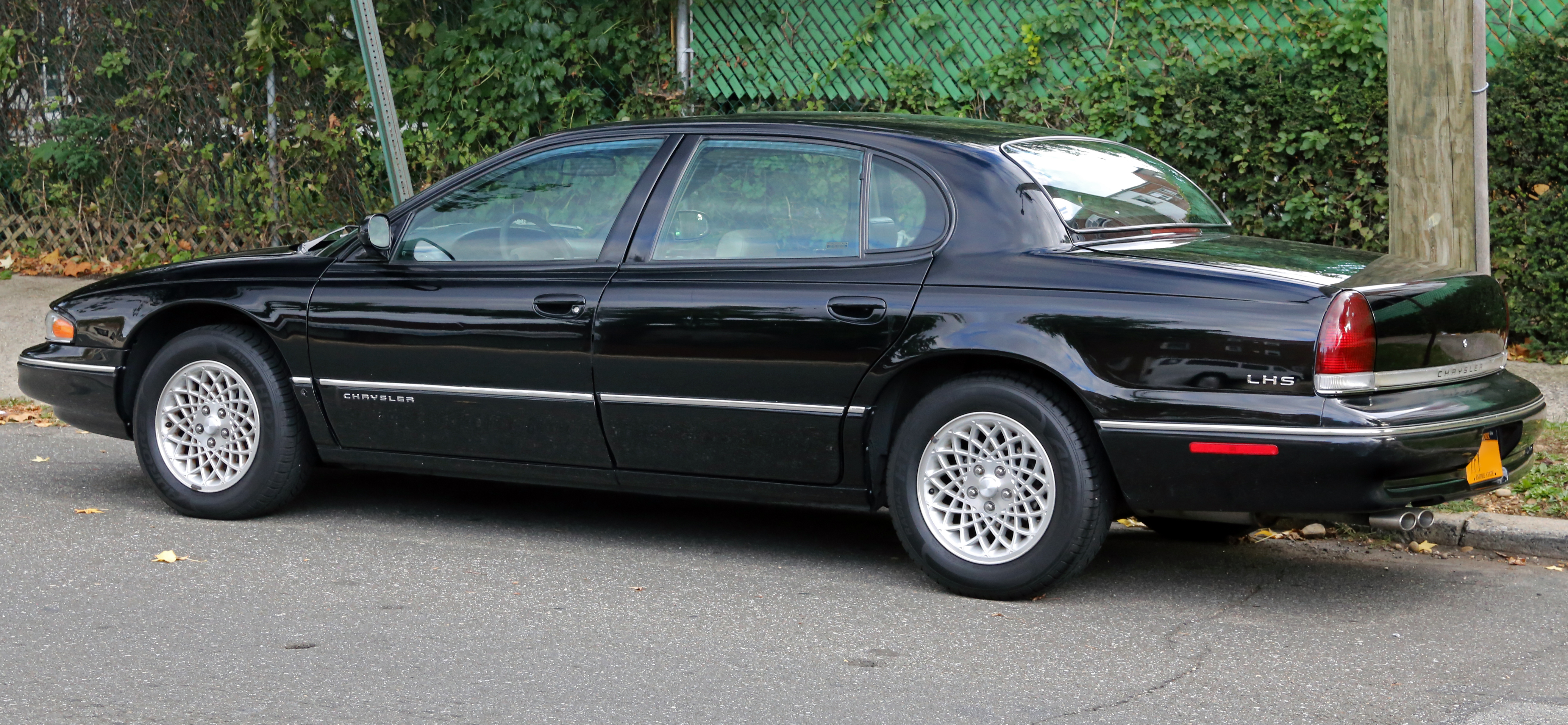
Chrysler LHS (1995)

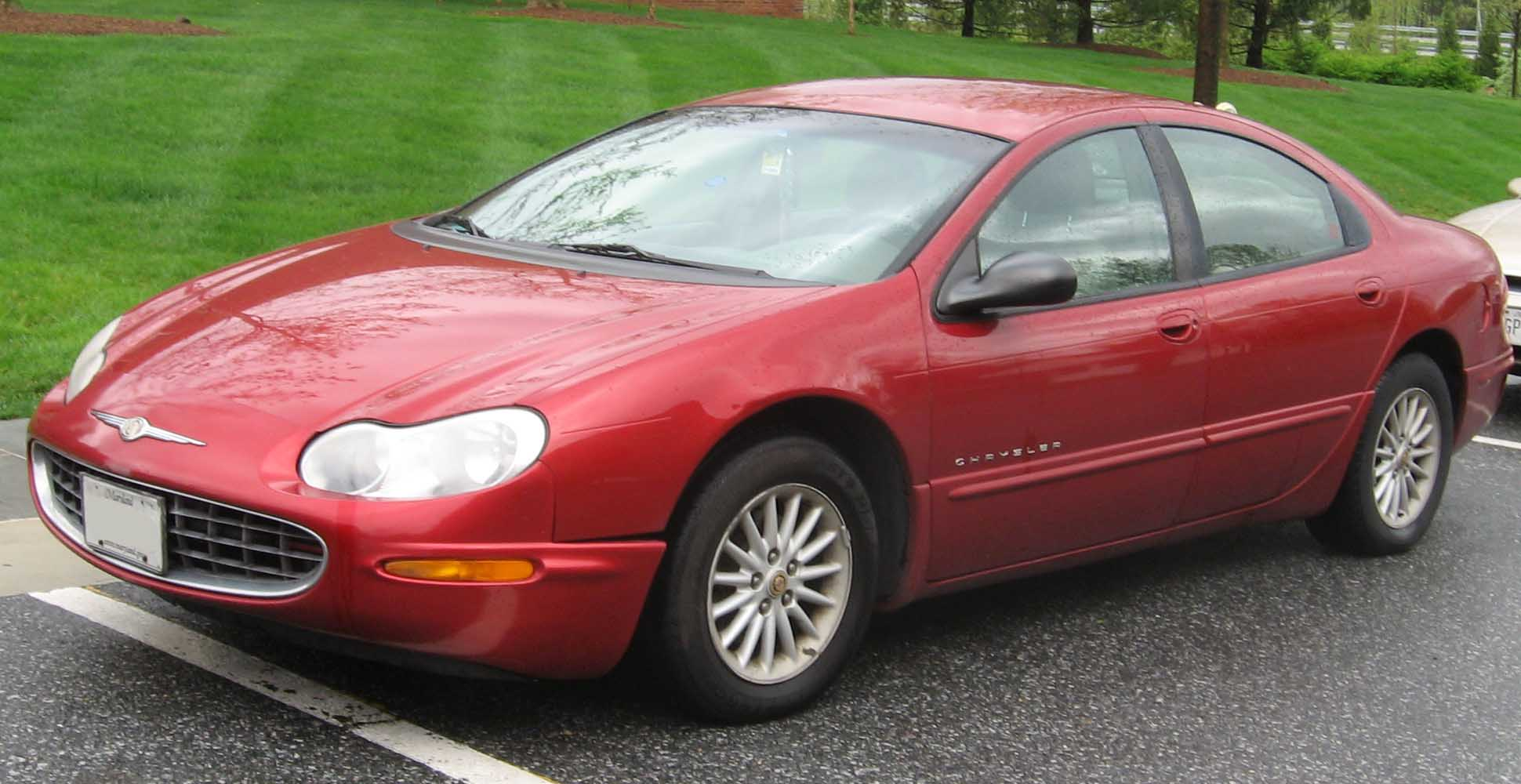
Chrysler Concorde (1998)

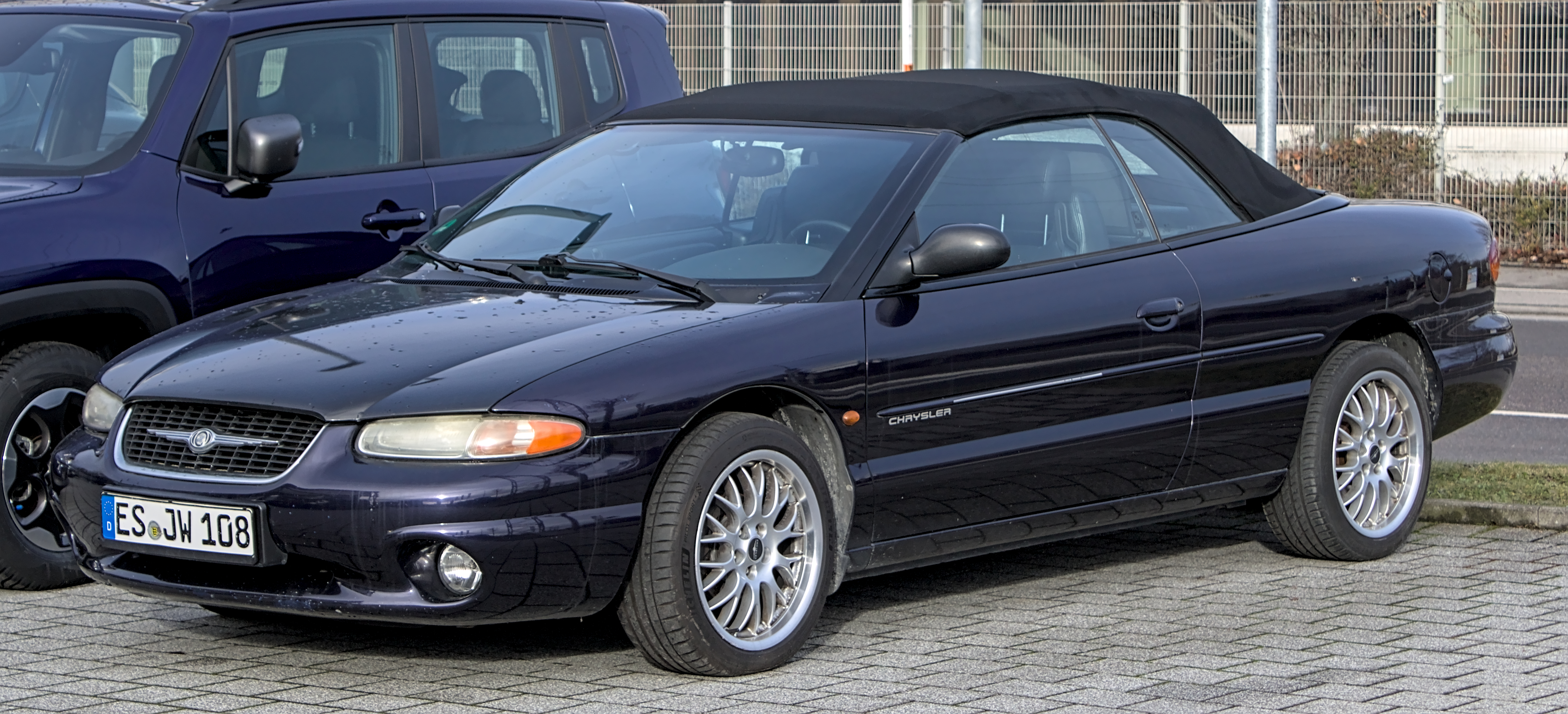
Chrysler Stratus Convertible (1999)

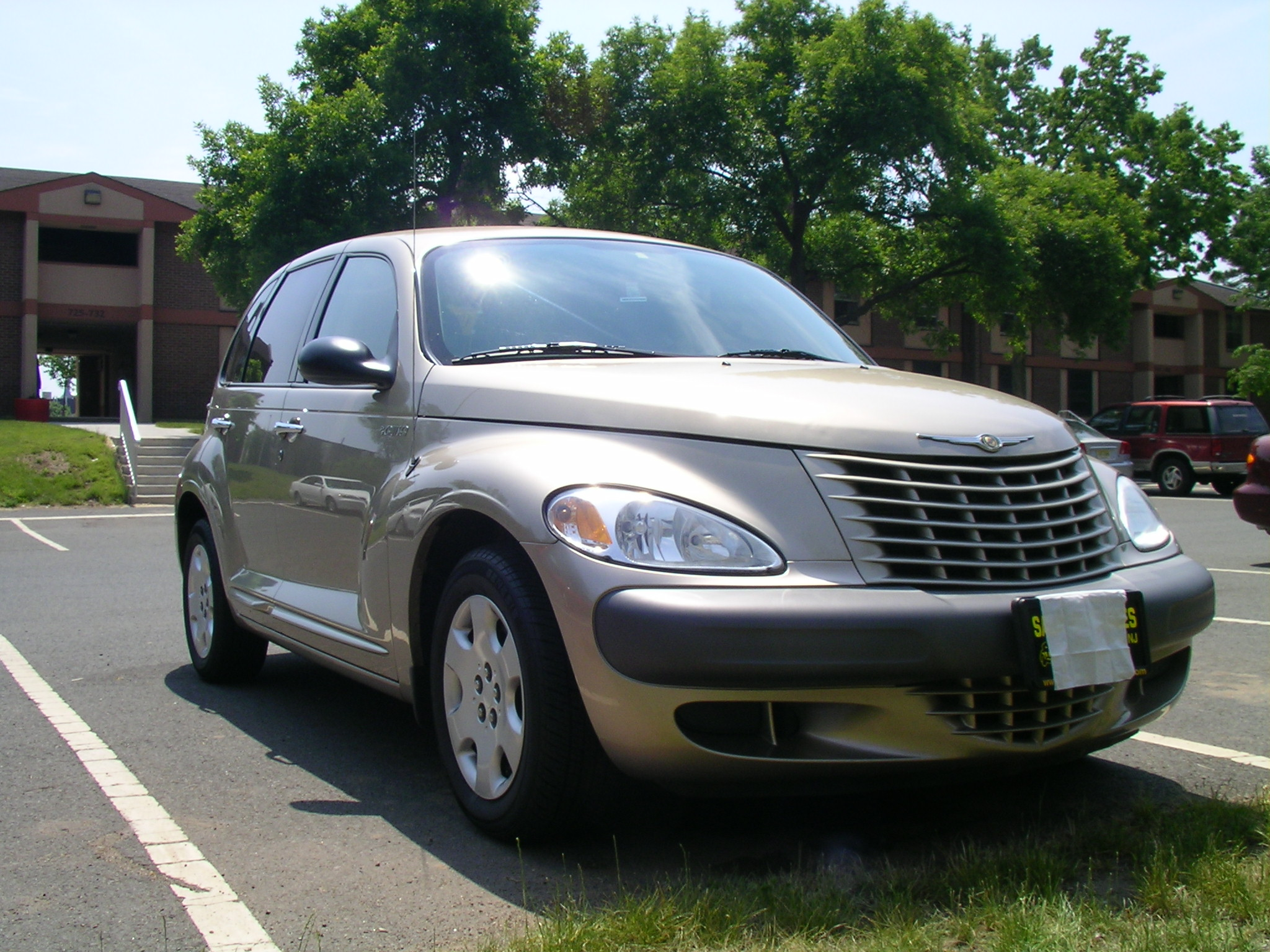
Chrysler PT Cruiser (2003)

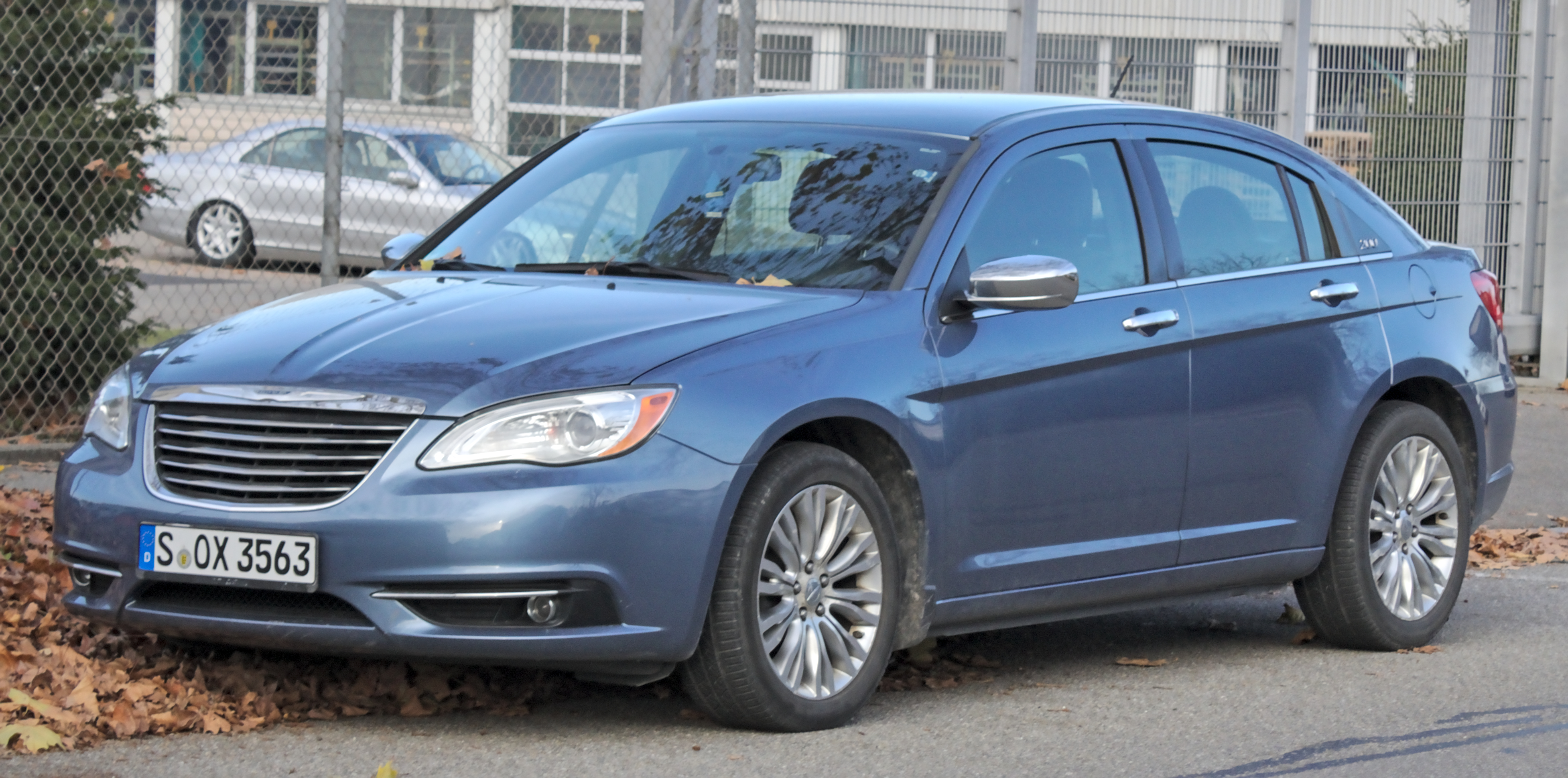
Chrysler 200 (2010)

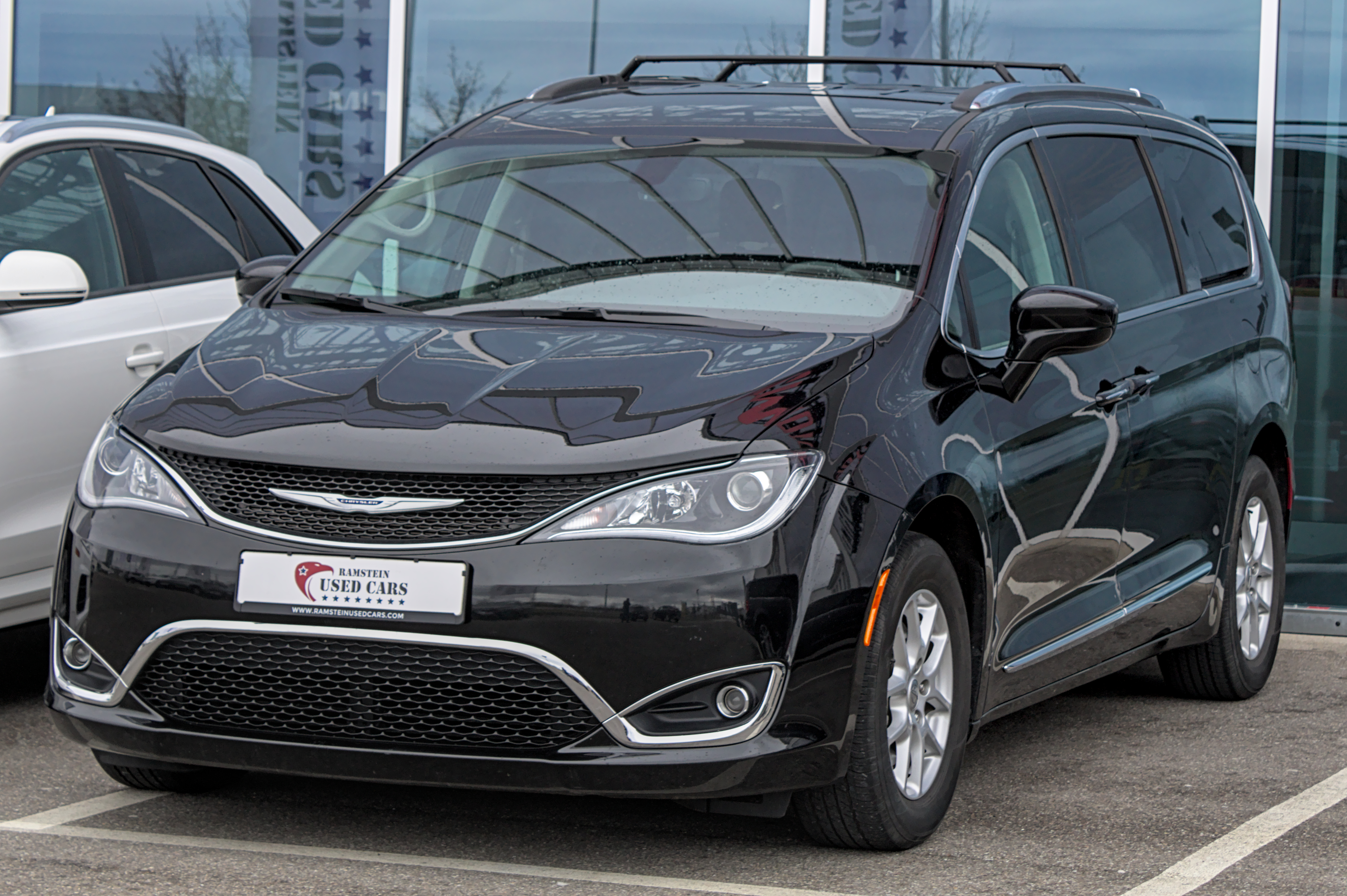
Chrysler Pacifica (2016)

Die Marken- und Modellgeschichte wird im Walter P. Chrysler Museum dokumentiert.

### Modelle nach Baujahr
| Baujahr | Modelle |
| ------- | --- |
| 1924    | B-70 |
| 1925    | B-70 |
| 1926    | F-58, G-70, Imperial E-80 |
| 1927    | Serie 50, Serie 60, Serie 70, Imperial 80                                                                                    |
| 1928    | Serie 52, Serie 62, Serie 72, Imperial 80L                                                                                   |
| 1929    | Serie 65, Serie 75, Imperial 80L                                                                                             |
| 1930    | Serie 66, Serie 70, Serie 77, Serie CJ, Imperial IMP                                                                         |
| 1931    | Serie 66, Serie 70, Serie CD, Imperial CG, Serie CM                                                                          |
| 1932    | Serie 70, Serie CD, Imperial CG, Serie CH, Serie CI, Imperial CL, Serie CP                                                   |
| 1933    | Imperial CL, Serie CO, Imperial CQ, Royal CT                                                                                 |
| 1934    | Serie CA, Serie CB, Airflow CU, Imperial Airflow CV, Custom Imperial Airflow CW, Custom Imperial Airflow CX                  |
| 1935    | Custom Imperial Airflow CW, Airstream Deluxe CZ, Airflow C1, Imperial Airflow C2, Imperial Custom Airflow C3, Airstream C6   |
| 1936    | Custom Imperial Airflow CW, Airstream C7, Airstream Deluxe C8, Airflow C9, Imperial Airflow C10, Custom Imperial Airflow C11 |
| 1937    | Custom Imperial Airflow CW, Imperial C14, Imperial Custom C15, Royal C16, Airflow C17                                        |
| 1938    | Royal C18, Imperial C19, New York Special C19, Imperial Custom C20                                                           |
| 1939    | Royal C22, Royal Windsor C22, Saratoga C23, New Yorker C23, Imperial C23                                                     |
| 1940    | Royal C25, Windsor C25, Highlander C25, Traveller C26, Saratoga C26, Highlander C26, New Yorker C26, Crown Imperial C27      |
| 1941    | Royal C28, Windsor C28, Highlander C28, Saratoga C30, Highlander C30, New Yorker C30, Crown Imperial C33                     |
| 1942    | Royal C34, Windsor C34, Saratoga C36, New Yorker C36, Crown Imperial C37                                                     |
| 1943    | keine Fertigung |
| 1944    | keine Fertigung |
| 1945    | keine Fertigung |
| 1946    | Royal C38S, Windsor C38W, Saratoga C39K, New Yorker C39N, Crown Imperial C40                                                 |
| 1947    | Royal C38S, Windsor C38W, Saratoga C39K, New Yorker C39N, Crown Imperial C40                                                 |
| 1948    | Royal C38S, Windsor C38W, Saratoga C39K, New Yorker C39N, Crown Imperial C40                                                 |
| 1949    | Royal C45S, Windsor C45W, Saratoga C46K, New Yorker C46N, Imperial C46-2, Crown Imperial C47                                 |
| 1950    | Royal C48S, Windsor C48W, Saratoga C49K, New Yorker C49N, Crown Imperial C50                                                 |
| 1951    | Windsor C51, Windsor Deluxe C51-2, Saratoga C55, New Yorker C52, Imperial C54, Crown Imperial C53                            |
| 1952    | Windsor C51, Windsor Deluxe C51-2, Saratoga C55, New Yorker C52, Imperial C54, Crown Imperial C53                            |
| 1953    | Windsor C60-1, Windsor Deluxe C60-2, New Yorker C56-1, New Yorker Deluxe C56-2, Imperial C58, Crown Imperial C59             |
| 1954    | Windsor Deluxe C62, New Yorker C63-1, New Yorker Deluxe C63-2, Imperial C64, Crown Imperial C66                              |
| 1955    | Windsor Deluxe C67, New Yorker Deluxe C68, C-300                                                                             |
| 1956    | Windsor C71, New Yorker C72, 300B                                                                                            |
| 1957    | Windsor C75-1, Saratoga C75-2, New Yorker C76, 300C                                                                          |
| 1958    | Windsor LC1-L, Saratoga LC2-M, New Yorker LC3-H, 300D                                                                        |
| 1959    | Windsor MC1-L, Saratoga MC2-M, New Yorker MC3-H, 300E                                                                        |
| 1960    | Windsor PC1-L, Saratoga PC2-M, New Yorker PC3-H, 300F                                                                        |
| 1961    | Newport RC1-L, Windsor RC2-M, New Yorker RC3-H, 300G                                                                         |
| 1962    | Newport SC1-L, 300 Sport SC2-M, New Yorker SC3-H, 300H, Valiant R                                                            |
| 1963    | Newport TC1-L, 300 Sport TC2-M, New Yorker TC3-H, 300J, Valiant S                                                            |
| 1964    | Newport VC1-L, 300 VC2-M, New Yorker VC3-H, 300K, Valiant AP5                                                                |
| 1965    | Newport AC1-L, 300 AC2-M, New Yorker AC3-H, 300L, Valiant AP5                                                                |
| 1966    | Newport BC1-L, 300 BC2-M, New Yorker BC3-H, Valiant AP6                                                                      |
| 1967    | Newport CC1-E, Newport Custom CC1-L, 300 CC2-M, New Yorker CC3-H, Valiant VC                                                 |
| 1968    | Newport DC1-E, Newport Custom DC1-L, 300 DC2-M, New Yorker DC3-H, Valiant VE                                                 |
| 1969    | Newport EC-E, Newport Custom EC-L, 300 EC-M, New Yorker EC-H, Town & Country EC-P, Valiant VE                                |
| 1970    | Newport EC-E, Newport Custom FC-L, 300 FC-M, New Yorker FC-H, Town & Country FC-P, Valiant VF                                |
| 1971    | Newport / Newport Royal GC-E, Newport Custom GC-L, 300 GC-S, New Yorker GC-H, Town & Country GC-P, Valiant VG                |
| 1972    | Newport Royal HC-L, Newport Custom HC-M, New Yorker HC-H, New Yorker Brougham HC-S, Town & Country HC-P, Valiant VH          |
| 1973    | Newport 3C-L, Newport Custom 3C-M, New Yorker 3C-H, New Yorker Brougham 3C-S, Town & Country 3C-P, Valiant VH                |
| 1974    | Newport 4C-L, Newport Custom 4C-M, New Yorker 4C-H, New Yorker Brougham 4C-S, Town & Country 4C-P, Valiant VJ                |
| 1975    | Newport 5C-L, Newport Custom 5C-M, New Yorker 5C-H, New Yorker Brougham 5C-S, Town & Country 5C-P, Valiant VJ                |
| 1976    | Avenger, Cordoba, Newport 6C-L, Newport Custom 6C-M, New Yorker 6C-H, Sigma, Town & Country 6C-P, Valiant VK                 |
| 1977    | Avenger, Cordoba, LeBaron, New Yorker 7C-H, Sigma, Town & Country 7C-P, Valiant CL                                           |
| 1978    | Avenger, Cordoba, LeBaron, New Yorker 8C-H, Sigma, Valiant CL                                                                |
| 1979    | Avenger, Cordoba, LeBaron, New Yorker, Sigma, Valiant CM                                                                     |
| 1980    | Cordoba, LeBaron, New Yorker, Sigma, Valiant CM                                                                              |
| 1981    | Cordoba, LeBaron, New Yorker, Valiant CM                                                                                     |
| 1982    | Cordoba, LeBaron, New Yorker                                                                                                 |
| 1983    | Cordoba, E Class, Executive, Fifth Avenue, Laser, LeBaron, New Yorker                                                        |
| 1984    | Daytona, E Class, ES, Executive, Fifth Avenue, Laser, LeBaron, New Yorker                                                    |
| 1985    | Daytona, ES, Executive, Fifth Avenue, Laser, LeBaron, LeBaron GTS, New Yorker                                                |
| 1986    | Daytona, ES, Executive, Fifth Avenue, Laser, LeBaron, LeBaron GTS, New Yorker                                                |
| 1987    | Conquest, Daytona, ES, Fifth Avenue, LeBaron, LeBaron GTS, New Yorker                                                        |
| 1988    | Conquest, Daytona, Dynasty, ES, Fifth Avenue, LeBaron, LeBaron GTS, New Yorker                                               |
| 1989    | Conquest, Daytona, Dynasty, ES, Fifth Avenue, LeBaron, LeBaron GTS, New Yorker, Saratoga, TC                                 |
| 1990    | Daytona, Dynasty, ES, Fifth Avenue, Imperial, LeBaron, New Yorker, Saratoga, TC                                              |
| 1991    | Daytona, Dynasty, Grand Voyager, Imperial, LeBaron, New Yorker, Saratoga, TC, Voyager                                        |
| 1992    | Daytona, Dynasty, Grand Voyager, Imperial, LeBaron, New Yorker, Saratoga, Voyager                                            |
| 1993    | Concorde, Daytona, Dynasty, Grand Voyager, Imperial, LeBaron, New Yorker, Saratoga, Vision, Voyager                          |
| 1994    | Concorde, Grand Voyager, Imperial, LeBaron, LHS, Neon, New Yorker, Saratoga, Vision, Voyager                                 |
| 1995    | Cirrus, Concorde, Grand Voyager, LeBaron, LHS, Neon, New Yorker, Saratoga, Stratus, Vision, Voyager                          |
| 1996    | Cirrus, Concorde, Grand Voyager, LHS, Neon, New Yorker, Sebring, Stratus, Vision, Voyager                                    |
| 1997    | Cirrus, Concorde, Grand Voyager, LHS, Neon, New Yorker, Sebring, Stratus, Vision, Voyager                                    |
| 1998    | Cirrus, Concorde, Grand Voyager, LHS, Neon, Sebring, Stratus, Voyager                                                        |
| 1999    | 300M, Cirrus, Concorde, Grand Voyager, LHS, Neon, Sebring, Stratus, Voyager                                                  |
| 2000    | 300M, Cirrus, Concorde, Grand Voyager, LHS, Neon, PT Cruiser, Sebring, Stratus, Voyager                                      |
| 2001    | 300M, Concorde, LHS, Neon, Prowler, PT Cruiser, Sebring, Voyager                                                             |
| 2002    | 300M, Concorde, Prowler, PT Cruiser, Sebring, Voyager                                                                        |
| 2003    | 300M, Concorde, Crossfire, Pacifica, PT Cruiser, Sebring, Voyager                                                            |
| 2004    | 300/300C, 300M, Concorde, Crossfire, Pacifica, PT Cruiser, Sebring, Voyager                                                  |
| 2005    | 300/300C, Crossfire, Pacifica, PT Cruiser, Sebring, Voyager                                                                  |
| 2006    | 300/300C, Crossfire, Pacifica, PT Cruiser, Sebring, Voyager                                                                  |
| 2007    | 300/300C, Aspen, Crossfire, Pacifica, PT Cruiser, Sebring, Voyager                                                           |
| 2008    | 300/300C, Aspen, Grand Voyager, PT Cruiser, Sebring                                                                          |
| 2009    | 300/300C, Aspen, Grand Voyager, PT Cruiser, Sebring                                                                          |
| 2010    | 300/300C, Grand Voyager, PT Cruiser, Sebring                                                                                 |
| 2011    | 200, 200 Convertible, 300, Grand Voyager                                                                                     |
| 2012    | 200, 200 Convertible, 300, Grand Voyager                                                                                     |
| 2013    | 200, 200 Convertible, 300, Grand Voyager                                                                                     |
| 2014    | 200, 300, Grand Voyager |
| 2015    | 200, 300, Grand Voyager |
| 2016    | 200, 300, Grand Voyager |
| 2017    | 300, Pacifica |
| 2018    | 300, Pacifica |
| 2019    | 300, Pacifica |
| 2020    | 300, Pacifica |
| 2021    | 300, Pacifica |
| 2022    | 300, Pacifica |
| 2023    | 300, Pacifica |
| 2024    | Pacifica |
| 2025    | Pacifica |